# Lasègue-Zeichen
Das Lasègue-Zeichen (auch Lasègue-Test, Lazarević-Zeichen oder Lasègue-Lazarević-Zeichen) beschreibt einen möglichen Dehnungsschmerz des Ischiasnervs und/oder der spinalen Nervenwurzeln im lumbalen und sakralen Segment des Rückenmarks im Rahmen eines Untersuchungsverfahrens aus der Orthopädie, Neurologie und Rheumatologie, des Lasègue-Lazarević-Tests.
Die Namen des Zeichens gehen auf den französischen Internisten Ernest-Charles Lasègue (1816–1883) und den serbischen Neurologen Laza Kuzman Lazarević (1851–1890) zurück.

## Durchführung

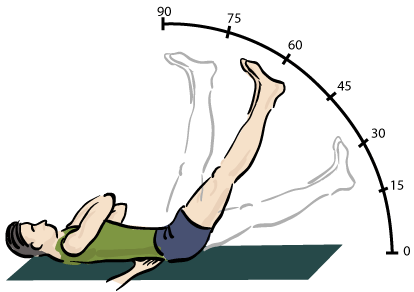
Durchführung des Lasègue-Tests: Langsames, vorsichtiges Anheben des gestreckten Beines durch den Untersucher (Abbruch bei Auftreten von Schmerzen)

Der Patient liegt flach auf dem Rücken. Das gestreckte Bein wird passiv im Hüftgelenk gebeugt. Beim Auftreten von einschießenden Schmerzen im Bein (a. e. analog zu der am meisten beanspruchten Nervenwurzel S1 vom Rücken über die Oberschenkelrückseite, zur Unterschenkelrückseite und gar bis zur Fußsohle ziehen), wird der Test als „Lasègue-Zeichen positiv“ bezeichnet. Beim Auftreten von Schmerz wird die Beugung nicht fortgesetzt. Der Winkel der Hüftflexion wird notiert. Bei einem frischen Bandscheibenvorfall ist das Zeichen bereits beim geringgradigen Anheben des Beins positiv, es kann aber auch bis zu einem Winkel von 60° auftreten. Tritt der Schmerz erst bei einem Winkel von über 60° auf, so muss dies an einen Dehnungsschmerz der ischiocruralen Muskulatur („Pseudo-Lasègue“) denken lassen.
Als Schmerzursache wird hierbei die Dehnung des Ischiasnervs (N. ischiadicus) gesehen. Das Lasègue-Zeichen ist durch gleichzeitige Innenrotation des Beines intensivierbar; ebenso durch Dorsalflexion des Fußes (sog. Bragard-Zeichen). Der Schmerz führt im Allgemeinen zu einem reflektorischen Bewegungswiderstand.
Es werden insbesondere die Nervenwurzeln der Segmente L4/L5 oder L5/S1 gedehnt. Der Lasègue-Test kann bei einer Ischialgie, einem Bandscheibenvorfall oder einer Hirnhautreizung wie bei einer Meningitis oder einer Subarachnoidalblutung positiv ausfallen.
Als umgekehrtes Lasègue-Zeichen (umgekehrter Lasègue) wird die Schmerzauslösung mit Flexion im Kniegelenk bei gestrecktem Hüftgelenk (der Patient liegt flach auf dem Bauch) als Dehnungszeichen des N. femoralis (Kompression der Nervenwurzeln L3/L4) bezeichnet.